# Докторова кула у Београду
Докторова кула у Београду се налази на територији општине Савски венац. Смештена је у улици Кнеза Милоша 103, а у њој се налазила Психијатријска клиника. Заштићена је законом као споменик културе од великог значаја од 1965. године.

## Изглед
Зграда је сазидана 1824. године, а њен ктитор је италијански доктор Вито Ромита, један од првих лекара у Србији након устанака.
Успостављањем делимичне државне независности Кнежевине Србије Хатишерифима из 1829, 1830. и 1833. године, створени су услови за формирање првих државних управних и законодавних установа, успостављање народне скупштине, министарстава и судске власти, организовање полиције и народне војске, обнову цркава и манастира и др. Тај процес је захтевао обнову старих и изградњу бројних нових зграда за њихов смештај. Оне су биле сконцентрисане у већим варошима, тадашњој престоници Крагујевцу, али и у Београду, Пожаревцу и Шапцу. Поред репрезентативних двораца, подизана су и разноврсна здања за смештај државне администрације, војних, здравствених, образовних, културних, саобраћајних и других установа - царинарница, касарни, болница, школа, механа, мензулана, првих индустријских постројења и сл. 
Посебно је први период модернизације државе и успостављања државних и друштвених установа (1830–1839) био оптерећен бројним тешкоћама. Једна од области којој је било неопходно унапређење била је здравствена заштита становништва и војске. Цивилних болница није било, а лечењем становништва су се бавили приучени самоуци, тзв. травари, видари, хећими и сл., као и турске хоџе, јеврејски видари и путујући грчки лекари из области Епира. У Београду је био познат Хећим Тома Костић који је држао механу у Вароши, преко пута српске цркве (данас Кафана код „?”). Лекови су добављани из Турске или Аустрије, а продавани су по дућанима. Почетком двадесетих година у служби кнеза Милоша је био Константин Александриди, доктор медицине, а затим је од 1822. године лични кнежев лекар био Наполитанац Вито Ромита, високи и угледан Талијан, претходно до 1823. године лични лекар београдског везира, иначе самоуки лекар са југа Италије, који је службовао у Цариграду и Букурешту.
Ромита је од везира добио земљиште од око 6,5 хектара, далеко ван Утврђене вароши, на осунчаним падинама западног Врачара, у крају званом Губеревац. Ту је, након преласка у кнежеву службу, подигао своју кућу, једну од најсолиднијих грађевина у тадашњој Кнежевини, окружену повртњаком, воћњаком и виноградом, са садницама наручиваним из Италије. Кућа Вите Ромите, Докторова кула, четвртастог је облика са зидовима од необрађеног камена. Саграђена је од опеке, камена и ћерамиде, и састоји се од подрума, приземља и спрата, са симетричним распоредом просторија. Намена куће је била двострука - за становање и примање пацијената. Будући да је на спрат, има фасаду од камена и мала прозорска окна у народу је названа - Докторова кула. Од сведене декоративне пластике издваја се мотив преломљеног лука, примењен на отворима у спратној зони, који репрезентује утицај романтичарске архитектуре. У ентеријеру објекта сачуване су репрезентативно обрађене пећи ка репрезент примењене уметности свога доба. 
За Докторову кулу користио се и назив Кунибертова кула по Ромитином зету коме је у име мираза препустио Кулу са виноградом Као и Вито Ромита и његов зет Бартоломео Куниберт је био лекар и једно време је био лекар кнеза Милоша Обреновића и његове породице, а исто тако и први лекар окружја и вароши београдске по Кнежевом налогу.Након смрти Ромите, његова супруга, ћерка и зет нису могли финансијски бринути о здању и његовом одржавању па су кућу предали кнезу Михаилу. Унутрашњост је богата декорацијом, нарочито на таваницама, а сва столарија је од пуног дрвета. Оријентални утицај види се у зашиљеном врху улазних врата, а типичан средњоевропски у висини просторија. Године 1861, Докторова кула је добила здравствену намену, а тиме је постала окосница будућег клиничко-болничког центра, који се данас налази око ње. Декрет који је потписао кнез Михаило дефинише устројство Куле да ће се у Дому чувати и лечити „С ума сишавши“ из целе Србије. Први болесник примљен је 26. августа 1861. године, а 1881. прераста у Болницу за душевне болести. Управници болнице у првих тридесет година рада били су: др Флоријан Бирг, др Васа Тодоровић, др Младен Јанковић, др Ђорђе Клинковски, др Јован Данић, и др Милан Васић. Најзначајнији психијатар ове болнице био је др Лаза К.Лазаревић.4 
По својим стилским и конструктивним карактеристикама зграда Докторове куле представља материјално сведочанство архитектуре свога доба и спада у прве репрезентативне објекте саграђене у Србији у првој половини XIX века. Као један од првих објеката коришћених у здравствене сврхе представља сведочанство друштвеног развоја кнежевине Србије. Због наведеног објекат Докторове куле у улици Кнеза Милоша број 103, утврђен је за споменик културе 5 од великог значаја 1979. године.